# Menelikpalatset
Menelikpalatset, även kallat Kejserliga palatset och Stora Ghebbi eller bara Gebbi, är ett palatskomplex i Addis Ababa i Etiopien. Det fungerade som kejserligt residens under kejsardömet Etiopien, och utgör nu officiellt residens och kontor för Etiopiens premiärminister. 
Komplexet uppfördes från 1890. Det fungerade som residens för kejsarfamiljen till 1930, då det ersattes av Guenete Leul, men fortsatte vara kejsarfamiljens officiella kontor och representationslokal. Efter monarkins fall 1977 användes det en tid som fängelse för den förra regimen anhängare. 2010 blev det premiärministerns officiella residens. 
Komplexet består av ett flertal byggnader uppförda i ett parkområde. Det innehåller bostäder, representationslokaler, kapell och kontorsbyggnader. 

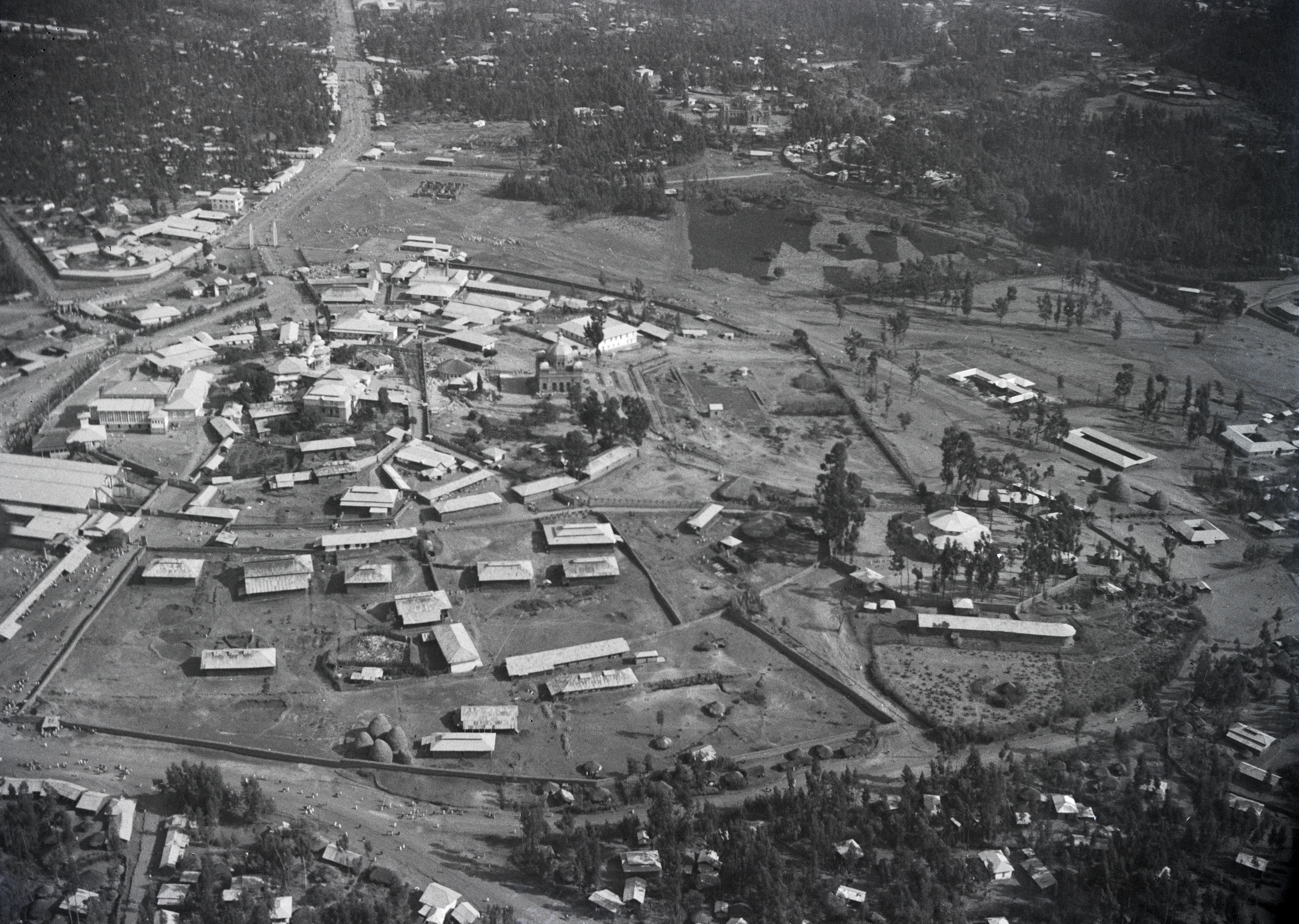
Palatskomplexet.